# Выпуск в производство
RTM (аббревиатура от англ. Release To Manufacturing или, реже, англ. Ready To Market) — обозначение готовности продукта к тиражированию. Имеет синонимы Final, Gold. «Финальная версия» продукта и «RTM-версия» — синонимы.
Разговорное выражение «ушла на золото» (going gold) обозначает, что появилась RTM-версия программного продукта.
В компьютерной литературе можно встретить выражение: «вышла RTM-версия операционной системы […]». Это означает, что выпущен «финальный», окончательный продукт.
Данный термин обычно используется в определённых розничных условиях массового производства программного обеспечения — в отличие от специализированного производства программного обеспечения или проекта в коммерческом или государственном производстве и распространении — когда программное обеспечение продаётся как часть комплекта при продаже сопутствующего компьютерного оборудования и, как правило, там, где программное обеспечение и соответствующее оборудование в конечном итоге должны быть доступны и продаваться в общедоступных и розничных магазинах, чтобы показать, что программное обеспечение соответствует определённому уровню качества и готово к массовому розничному распространению. RTM может также означать в других контекстах, что программное обеспечение было поставлено или выпущено клиенту или заказчику для установки или распространения на соответствующие компьютеры или компьютеры конечных пользователей оборудования. Этот термин не определяет механизм или объём поставки; он лишь указывает, что качество является достаточным для массового тиражирования. Результат разработки от инженерной организации часто в форме золотого мастер-носителя, используемый для дублирования или для создания изображения для интернета.